# Rohinton Mistry
Rohinton Mistry CM (Mumbai, 1952. július 3. –) indiai származású kanadai író. Számos díjjal tüntették ki, többek között 2012-ben megkapta a Neustadt Nemzetközi Irodalmi Díjat. Első három regényének mindegyike a Booker-díj jelöltjei közé került. Eddigi regényei Indiában játszódnak, a párszik szemszögéből mesélnek, és a családi élet, a szegénység, a megkülönböztetés és a társadalom romboló hatása témáit járják körül.

## Fiatalkora és iskolái
Rohinton Mistry az indiai Bombayben született egy párszi családban. Testvére a drámaíró és író Cyrus Mistry. Matematikából és közgazdaságtanból szerzett diplomát a bombayi St. Xavier's College-ban.
1975-ben vándorolt ki Kanadába leendő feleségével, Freny Elaviával, és nem sokkal később összeházasodtak. 1975-ben egy ideig egy bankban dolgozott, majd visszatért az akadémiai pályára a Torontói Egyetemen, ahol angol és filozófia szakon szerzett diplomát. 

## Pályája
A Torontói Egyetemen (Woodsworth College) tanult, és elsőként nyert két Hart House irodalmi díjat a Hart House Review-ban megjelent történeteiért, valamint 1985-ben a Canadian Fiction Magazine éves Contributor's díját.
Három évvel később a Penguin Books Canada kiadta Tales from Firozsha Baag című, 11 novellából álló gyűjteményét. Később az Egyesült Államokban Swimming Lessons and Other Stories from Firozsha Baag címmel jelent meg. A könyv 11 történetből áll, amelyek egy lakótelepen játszódnak a mai Bombayben. Ez a kötet tartalmazza a sokat emlegetett „Úszásoktatás” című történetet.
Második könyve, a Such a Long Journey című regénye 1991-ben jelent meg. Elnyerte a Governor General's Awardot, a Commonwealth Writers Prize for Best Book (a legjobb könyvnek járó Commonwealth Írói Díj) díjat és a W.H. Smith/Books in Canada First Novel díjat. A könyv a Booker-díj és a Trillium-díj jelöltjei közé került. Lefordították német, svéd, norvég, dán és japán nyelvre. A művet 1998-ban feldolgozták a Such a Long Journey című filmhez. A könyv tartalma 2010-ben vitát váltott ki a mumbai egyetemen Bal Thackeray, a maharastrai Shiv Sena politikai párt vezetője ellen használt kifejezései, valamint a maráthiakra vonatkozó megjegyzései miatt. A könyvet az egyetem forrásai szerint a 2007-2008-as tanévben a másodéves angol bölcsészettudományi alapképzésre írták elő választható szövegként. Később Dr. Rajan Welukar, a Mumbai Egyetem alkancellárja az 1994-es maharashtrai egyetemekről szóló törvényben foglalt vészhelyzeti hatáskörrel élt, hogy a könyvet kivegye a tantervből.
Harmadik könyve és második regénye, A Fine Balance (1995) 1995-ben elnyerte a második éves Giller-díjat, 1996-ban pedig a Los Angeles Times Book Prize for Fiction díját. 2001 novemberében beválasztották az Oprah's Book Club műsorába. 1996-ban elnyerte a Commonwealth Writers Prize-t, és 1996-ban a Booker-díj jelöltjei közé került.
A Family Matters (2002) az öregedéssel járó nehézségekkel foglalkozik, és Mistry 2008-ban a The Scream (A sikoly) című novellával tért vissza ehhez a témához (amely külön kötetben jelent meg a kanadai World Literacy of Canada támogatására, Tony Urquhart illusztrációival). Mistry irodalmi iratai a York Egyetem Clara Thomas Archívumában találhatók.
2002-ben Mistry lemondta a Family Matters (Családi ügyek) című regényéhez kapcsolódó amerikai könyvturnéját, miután őt és feleségét minden repülőtéren biztonsági ügynökök vették célba.

## Válogatott munkái

### Regények
- Such a Long Journey (1991)
- A Fine Balance (1995)
- Family Matters (2002)[21]

### Novellák
- Tales from Firozsha Baag (1987), Swimming Lessons and Other Stories from Firozsha Baag címmel is megjelent (1989)
- Searching for Stevenson (1994)
- The Scream (2006)

### Magyarul megjelent
- India, India I-II. (A Fine Balance) – Ulpius-ház, Budapest, 2007 · ISBN 9789639752054 · Fordította: Csikós András
- Családi ügyek (Family Matters) – Pepperman, Budapest, 2010 · ISBN 9789638786012 · Fordította: Csikós András
- Add kölcsön lámpásod fényét : Egy bombayi öreg ház meséi (Tales from Firozsha Baag) – Kelet, Budapest, 2011 · ISBN 9786155041020 · Fordította: Csikós András
- Ilyen hosszú út (Such a Long Journey) – Kelet, Budapest, 2012 · ISBN 9786155041099 · Fordította: Csikós András

## Fordítás
- Ez a szócikk részben vagy egészben  a   Rohinton Mistry című angol Wikipédia-szócikk fordításán alapul.  Az eredeti cikk szerkesztőit annak laptörténete sorolja fel. Ez a jelzés csupán a megfogalmazás eredetét és a szerzői jogokat jelzi, nem szolgál a cikkben szereplő információk forrásmegjelöléseként.